# Берк (Јужна Дакота)
Берк (енгл. Burke) град је у америчкој савезној држави Јужна Дакота.

## Демографија
По попису из 2010. године број становника је 604, што је 72 (-10,7%) становника мање него 2000. године.
| Група             | 2000.       | 2010.       |
| Белци             | 659 (97,5%) | 568 (94,0%) |
| Афроамериканци    | 0 (0,0%)    | 1 (0,2%)    |
| Азијати           | 0 (0,0%)    | 0 (0,0%)    |
| Хиспаноамериканци | 0 (0,0%)    | 4 (0,7%)    |
| Укупно            | 676         | 604         |